# Shpalman®
Shpalman® è un singolo degli Elio e le Storie Tese pubblicato nel 2003. È il primo singolo estratto dall'album Cicciput.

## Il disco

### Shpalman®
Ipotetica sigla di un telefilm (o cartone animato) che narra di un supereroe che, per sconfiggere i cattivi, sparge loro escrementi in faccia. Il tema del brano è tratto dall'opera Achille et Polyxène di Jean Baptiste Lully e Pascal Collasse, che può essere udito in sottofondo nella sua versione originale all'interno dell'album Cicciput, durante l'intermezzo di Claudio Bisio tra i brani Gimmi I e Fossi figo. Le onomatopee sono tratte dalla serie televisiva di Batman. Il singolo, cantato da Rocco Tanica, vede la partecipazione straordinaria di Max Pezzali. L'uso del vocoder, che modula in modo innaturale le parole di Rocco Tanica, è molto frequente da parte di Max Pezzali, pertanto è ironico il suo accostamento - in versione "pulita" - di fianco a quella robotica di Tanica. Lo spot iniziale ("Dixie e le ragazze della palla al piede tornano domani..."), recitato da Vittorio Cosma dopo la prima strofa, riprende le pubblicità di Italia 1, che annunciavano il cartone o il telefilm successivo durante le sigle. Il brano ebbe molti passaggi sia radiofonici che televisivi, nonostante il ritornello contenga una parola volgare; per la stessa ragione, infatti, il primo singolo del disco precedente, La visione, fu censurato da gran parte delle radio.

### Budy Giampi
Il brano tratta un tema molto caro al gruppo: l'abolizione della pena di morte. È uno dei brani del gruppo che può definirsi più palesemente "serio", anche se il tema viene trattato con la tipica ironia degli Elio e le Storie Tese che, in questo modo, riescono a sfuggire la retorica che spesso accompagna i brani che trattano quest'argomento. Nel testo sono citate Fotoromanza di Gianna Nannini, Ballo ballo di Raffaella Carrà, Slave to the Rhythm di Grace Jones, Sinfonia n. 40 di Mozart.

## Video musicale
Il singolo è accompagnato da un videoclip che sostanzialmente ripropone quello di Dedicato a te de Le Vibrazioni, gruppo molto amico degli Elii; il video, diretto da Paolo Soravia, è praticamente identico, un lungo piano sequenza con le stesse inquadrature, ma questa volta il protagonista è Mangoni, che cammina dietro a Giulia (interpretata dall'attrice Angelica Cacciapaglia, come nella più diffusa versione del video delle Vibrazioni) e la segue fin dentro il locale dove si esibisce il gruppo. Stavolta, però, il pubblico preferisce seguire Elio e le Storie Tese, che si esibiscono dall'altro lato dello stesso locale.
Alla fine del video, si vede Rocco Tanica che fa il verso a Samuel dei Subsonica, poiché canta reggendo fra le mani due microfoni (imitazione enfatizzata dal suo saltellare e dal cappellino che indossa). A sua volta il videoclip sarà poi ripreso da Frankie hi-nrg mc per il video d'accompagnamento del singolo Chiedi chiedi, in cui il rapper, vestito come il protagonista del film di Luis Buñuel, Un chien andalou, fa all'incirca lo stesso percorso dei suoi "predecessori" e contemporaneamente a loro, infatti si possono vedere in alcune inquadrature sia Le Vibrazioni sia Mangoni.
Nel singolo e nel videoclip, il brano è cantato interamente da Rocco Tanica.

## Tracce
1. Shpalman® (radio edit) – 3:33
2. Budy Giampi (radio edit) – 4:38
3. Budy Giampi Karaoke – 4:38

### Shpalman RMX
Più tardi, sempre nel 2003, fu pubblicato un 12 pollici contenente quattro remix del singolo, curati dai dj Gabry Ponte e Bidda.
Lato A
1. Gabry Ponte Remix (Extended)
2. Gabry Ponte Remix (Radio Cut)

Lato B
1. Bidda Remix (Extended)
2. Bidda Remix (Radio Version)

## Formazione
- Elio – voce
- Rocco Tanica – tastiera e voce (Shpalman®)
- Cesareo – chitarra elettrica
- Faso – basso elettrico
- Christian Meyer – batteria
- Mangoni – voce (Budy Giampi)

### Altri musicisti
- Paola Folli e Lola Feghaly – cori (Budy Giampi)
- Daniele Comoglio – sassofono (Budy Giampi)

## Classifiche
| Classifica (2003) | Posizione |
| ----------------- | --------- |
| Italia            | 20        |